# Sénergues
Sénergues é uma comuna francesa na região administrativa de Occitânia, no departamento de Aveyron. Estende-se por uma área de 44,9 km². Em 2010 a comuna tinha 438 habitantes (densidade: 9,8 hab./km²).